# Paul Ernst Levy
Paul Ernst Levy (* 4. Juli 1875 in Aachen; † 11. Mai 1956 ebenda) war ein deutscher Chemiker und Hüttenkundler. 

## Leben und Wirken
Der Sohn eines Tuchgroßhändlers studierte an den Hochschulen Aachen, München und Würzburg Chemie und Hüttenkunde und promovierte im Jahr 1897. Anschließend kehrte er nach Aachen zurück und wurde von 1898 bis 1912 Assistent bei Ludwig Claisen am Organischen Laboratorium der RWTH Aachen. Trotz seiner Habilitation im Jahr 1911 musste Levy seine Lehrtätigkeit für die Fächer Bergbau, Hüttenkunde und Chemie bis 1927 unentgeltlich durchführen. Erst mit der Übernahme des Lehrauftrags für Fette, Öle, Wachse und Harze erhielt er eine Besoldung und 1928 eine nicht beamtete außerordentliche Professur. Zusätzlich übertrug man ihm 1931 den Lehrauftrag für die neu eingerichtete Textilabteilung.
Im Frühjahr 1933 begannen nun auch an der RWTH Aachen die Denunziationsmaßnahmen der Studentenschaft. Hierbei ließen der ASTA (Allgemeiner Studentenausschuss) und die Studentenführer dem hierfür extra eingesetzten Denunziationsausschuss, bestehend aus Hermann Bonin, Hubert Hoff, Felix Rötscher, Adolf Wallichs, und Robert Hans Wentzel darüber Mitteilungen zukommen, welche der Dozenten und Professoren nicht arischer Abstammung waren und vermeintlich oder tatsächlich eine unerwünschte politische Einstellung hatten. Levy sollte nun gemäß dem Gesetz zur Wiederherstellung des Berufsbeamtentums auf Grund seiner jüdischen Herkunft zusammen mit den anderen nicht arischen Professoren Otto Blumenthal, Walter Maximilian Fuchs, Arthur Guttmann, Ludwig Hopf, Theodore von Kármán, Karl Walter Mautner, Alfred Meusel, Leopold Karl Pick, Rudolf Ruer, Hermann Salmang und Ludwig Strauss ab September 1933 die Lehrerlaubnis entzogen werden. Ein Bittschreiben seines amtierenden Rektors Paul Röntgen an den Reichskommissar im Erziehungsministerium Bernhard Rust, Levy zur weiteren Umsetzung seines Forschungsauftrags halten zu dürfen, wurde nicht genehmigt. Erst im Jahr 1934 erlaubte der nachfolgende Rektor Otto Gruber ihm allerdings wiederum auf eigene Kosten zunächst einmal bis 1936 im Laboratorium weiter zu arbeiten. Drei Jahre später zog es Levy schließlich vor mit Hilfe eines Schülers gemeinsam mit seiner Frau nach Brüssel zu fliehen. Seiner ebenfalls in Aachen wohnenden Schwester gelang diese Flucht nicht mehr und sie wurde ins Konzentrationslager verschleppt. Nach dem Tode seiner Frau im Jahre 1950 kehrte Levy trotz der schlimmen Erinnerungen wieder nach Aachen zurück, wo er schließlich am 11. Mai 1956 starb. 
Paul Ernst Levy hatte sich verstärkt der Erforschung und Struktur der Abietinsäure gewidmet und erzielte dabei anfangs zwar umstrittene später aber doch bedeutungsvolle Ergebnisse. Die Erforschung der in ihrer endgültigen Struktur heute noch anerkannten Formel des Engländers Sir Derek H. R. Barton wäre ohne Levys Vorarbeit zu jenem Zeitpunkt undenkbar gewesen.

## Werke (Auswahl)
- Beiträge zur Kenntnis der Aldehyde mit doppelter und dreifacher Kohlenstoffbindung;  München, Univ., Diss., 1897

## Weblink und Quellen
- Erinnerung an die vertriebenen Professoren
- Katalog Freiburg: Titel zum Autor: "Levy, Paul Ernst"

| Personendaten    | Personendaten                        |
| ---------------- | ------------------------------------ |
| NAME             | Levy, Paul Ernst                     |
| KURZBESCHREIBUNG | deutscher Chemiker und Hüttenkundler |
| GEBURTSDATUM     | 4. Juli 1875                         |
| GEBURTSORT       | Aachen                               |
| STERBEDATUM      | 11. Mai 1956                         |
| STERBEORT        | Aachen                               |